# Ribeira de Fráguas
Ribeira de Fráguas ist ein Ort und eine Gemeinde in Portugal.

## Geschichte
Die Ursprünge stehen vermutlich im Zusammenhang mit dem hiesigen Abbau von Erzen. Der Ortsname Fráguas bezeichnete einfache Öfen, in denen das Metall von der Schlacke getrennt wurde. Der Abbau verschiedener Erze sorgte hier in den folgenden Jahrhundert immer wieder für wirtschaftliche Impulse, insbesondere in Phasen im 18. und im 19. Jahrhundert. Ribeira da Fráguas war eine Gemeinde im Kreis Pinheiro da Bemposta, seit dessen Auflösung 1855 gehört die Gemeinde zum Kreis Albergaria-a-Velha.

## Verwaltung
Ribeira de Fráguas ist Sitz einer gleichnamigen Gemeinde (Freguesia) im Kreis (Concelho) von Albergaria-a-Velha im Distrikt Aveiro. Sie ist 26,7 km² groß und hat 1494 Einwohner (Stand 19. April 2021).
Folgende Ortschaften liegen in der Gemeinde Ribeira de Fráguas:
- Alto dos Barreiros
- Busturenga
- Campo
- Carvalhal (der Teil östlich des Flusses Caima)
- Casaldelo
- Coucinho
- Fráguas
- Gavião
- Igreja
- Palhal (der Teil östlich des Flusses Caima)
- Ribeira de Fráguas
- Ribeiro
- Telhadela
- Vale
- Vale da Sapa
- Vilarinho de São Roque